# Far Barcelona (goleta)
El Far Barcelona es una goleta de dos palos, de origen noruego, aparejada con vela cangreja (vela asimétrica de forma trapezoidal), construida en la comunidad de Kvinherred, Noruega, en 1874.
Ahora sirve como buque escuela. ; también es embajador de la ciudad de Barcelona; obtiene su energía mediante energía solar y energía eólica.

## Descripción
Se trata de una goleta de origen noruego que se utilizaba para la pesca, la caza de ballenas, el transporte marítimo de cabotaje y el transporte de inmigrantes con el nombre de Anne Dorthea. Tiene unas dimensiones 23 m de eslora, y con el bauprés de 33 m de eslora máxima, 6,76 m de manga y un desplazamiento de 140 toneladas. Recientemente se ha incorporado en la flota del Museo Marítimo de Barcelona.

## Historia
Inicialmente fue propiedad de dos socios de Haugesund, y bautizado con el nombre deAnne Dorthea en honor a la esposa de uno de ellos. Al principio se dedicó básicamente al comercio y transporte por Mar del Norte y Mar Báltico, especialmente de arenque en salazón y de carga general. De forma puntual, se dedicó al transporte de emigrantes a Norteamérica.  En la segunda mitad del XX, se le añadió un motor diesel de 100 HP y durante la década de 1970 fue retirado del servicio por trabajos de restauración que se realizaron en la bahía de Forlandsvaag. En 1984 el barco fue adquirido por Miquel Borillo Esteve que se dedicó a rehabilitarlo, primero en el puerto de Vinaroz y en 1990 en el puerto de Barcelona, con la ayuda de la asociación "Barcelona, fes-te a la mar" y, posteriormente, por el "Consorci el Far".  En su restauración, participaron colectivos con problemas de exclusión social y laboral. Fue adaptado y transformado en buque escuela, siendo destinado a la enseñanza de navegación tradicional y de rehabilitación social de escuela abierta.  En julio de 2006, la goleta fue rebautizada con el nombre de Far Barcelona en una ceremonia oficiada por Joan Clos, entonces alcalde de Barcelona, y ese mismo verano, participó en dos etapas de la regata Tall Ships' Races.. 
Debido a la disolución del Consorci El Far, la embarcación pasó a formar parte de la colección de barcos del Museo Marítimo de Barcelona en septiembre de 2016. 